# کوئیمین کلهر
کوئیمین کِلِهِر (زاده ۲۳ نوامبر ۱۹۹۸) (به انگلیسی: Caoimhín Kelleher) بازیکن فوتبال اهل ایرلند است که در پست دروازه‌بان برای باشگاه فوتبال برنتفورد بازی می‌کند.

## زندگی ورزشی
کلهر در تابستان ۲۰۱۵ از رینگ ماهون رنجرز به آکادمی لیورپول پیوست. او در طول برنامه پیش فصل ۲۰۱۸ بخشی از تیمی بود که برای تور تابستانی لیورپول به ایالات متحده آمریکا سفر کرد.
در اوت ۲۰۱۸، او قرارداد جدیدی را با لیورپول امضا کرد. او در فینال لیگ قهرمانان اروپا در سال ۲۰۱۹ مقابل تاتنهام روی نیمکت حضور داشت. کلهر دوازدهمین فوتبالیست ایرلندی است که موفق به فتح لیگ قهرمانان اروپا شده.
در ۲۴ ژوئن ۲۰۲۱، کلهر قرارداد بلندمدت جدیدی با باشگاه تا سال ۲۰۲۶ امضا کرد.

## افتخارات
لیورپول
جام اتحادیه باشگاه‌های انگلستان (۲۲–۲۰۲۱)
(۲۴–۲۰۲۳)
لیگ قهرمانان اروپا (۱۹–۲۰۱۸)
سوپرجام اروپا (۲۰۱۹)